# Eastern Basketball Association 1970-1971
La stagione EBA 1970-71 fu la 25ª della Eastern Basketball Association, la prima con questa denominazione. Parteciparono 9 squadre divise in due gironi.
Rispetto alla stagione precedente si aggiunsero i Camden Bullets. I  Binghamton Flyers si spostarono a Trenton, diventando i Trenton Pat Pavers. I Wilmington Blue Bombers si rinominarono Delaware Blue Bombers, mentre gli Scranton Miners assunsero il nome di Scranton Apollos.

## Squadre partecipanti
- Allentown Jets
- Camden Bullets
- Delaware B.B.
- Hamden Bics
- Hartford Capitols
- Scranton Apollos
- Sunbury Mercuries
- Trenton Pat Pavers
- Wilkes-B. Barons

## Classifiche

### Eastern Division
| Squadra               | V  | P  | %    | GB |
| --------------------- | -- | -- | ---- | -- |
| Hamden Bics           | 19 | 9  | 67,9 | -  |
| Hartford Capitols     | 15 | 13 | 53,6 | 4  |
| Camden Bullets        | 12 | 16 | 42,9 | 7  |
| Delaware Blue Bombers | 11 | 17 | 39,3 | 8  |

### Western Division
| Squadra             | V  | P  | %    | GB |
| ------------------- | -- | -- | ---- | -- |
| Scranton Apollos    | 21 | 7  | 75,0 | -  |
| Allentown Jets      | 15 | 13 | 53,6 | 6  |
| Sunbury Mercuries   | 14 | 14 | 50,0 | 7  |
| Wilkes-Barre Barons | 13 | 15 | 46,4 | 8  |
| Trenton Pat Pavers  | 6  | 22 | 21,4 | 15 |

## Play-off

### Semifinali di division
|  | Hartford Capitols | 155 – 103 | Camden Bullets |  |

|  | Hartford Capitols | 120 – 117 | Camden Bullets |  |

|  | Allentown Jets | 137 – 128 | Sunbury Mercuries |  |

|  | Sunbury Mercuries | 138 – 125 | Allentown Jets |  |

|  | Allentown Jets | 133 – 117 | Sunbury Mercuries |  |

### Finali di division
|  | Hamden Bics | 139 – 135 (d.1t.s.) | Hartford Capitols |  |

|  | Hartford Capitols | 136 – 106 | Hamden Bics |  |

|  | Hamden Bics | 128 – 123 | Hartford Capitols |  |

|  | Scranton Apollos | 119 – 110 | Allentown Jets |  |

|  | Allentown Jets | 108 – 105 | Scranton Apollos |  |

|  | Scranton Apollos | 115 – 114 | Allentown Jets |  |

### Finale EBA
|  | Scranton Apollos | 135 – 103 | Hamden Bics |  |

|  | Hamden Bics | 141 – 119 | Scranton Apollos |  |

|  | Scranton Apollos | 127 – 125 (d.1t.s.) | Hamden Bics |  |

|  | Scranton Apollos | 126 – 121 (d.1t.s.) | Hamden Bics |  |

### Tabellone
|  | Semifinali di division | Semifinali di division | Semifinali di division |          |        | Finali di division | Finali di division | Finali di division |  |  | Finale EBA | Finale EBA | Finale EBA |  |
|  |                        |                        |                        |          |        |                    |                    |                    |  |  |            |            |            |  |
|  |                        |                        |                        |          |        | 1e                 | Hamden             | 2                  |  |  |            |            |            |  |
|  |                        |                        |                        |          |        | 1e                 | Hamden             | 2                  |  |  |            |            |            |  |
|  |                        |                        | 2e                     | Hartford | 1      |                    |                    |                    |  |  |            |            |            |  |
|  | 3e                     | Camden                 | 2e                     | Hartford | 1      | 0                  |                    |                    |  |  |            |            |            |  |
|  | 3e                     | Camden                 |                        |          |        |                    |                    |                    |  |  |            |            |            |  |
|  | 2e                     | Hartford               | 2                      |          |        |                    |                    |                    |  |  |            |            |            |  |
|  | 2e                     | Hartford               | 2                      |          | Hamden | Hamden             | 1                  |                    |  |  |            |            |            |  |
|  |                        |                        |                        |          |        |                    |                    |                    |  |  |            |            |            |  |
|  |                        |                        | Scranton               | Scranton | 3      |                    |                    |                    |  |  |            |            |            |  |
|  | 2w                     | Allentown              | Scranton               | Scranton | 3      | 2                  |                    |                    |  |  |            |            |            |  |
|  | 2w                     | Allentown              |                        |          |        |                    |                    |                    |  |  |            |            |            |  |
|  | 3w                     | Sunbury                | 1                      |          |        |                    |                    |                    |  |  |            |            |            |  |
|  | 3w                     | Sunbury                | 1                      |          | 2w     | Allentown          | 1                  |                    |  |  |            |            |            |  |
|  |                        |                        |                        |          | 2w     | Allentown          | 1                  |                    |  |  |            |            |            |  |
|  |                        |                        | 1w                     | Scranton | 2      |                    |                    |                    |  |  |            |            |            |  |

## Vincitore
| Campione EBA 1971            |
| ---------------------------- |
| Scranton Apollos (2º titolo) |

## Premi EBA
- EBA Most Valuable Player: Willie Somerset, Scranton Apollos
- EBA Rookie of the Year: Charlie Wallace, Trenton Pat Pavers